# Parlamentsvalget i Grønland 2025
Parlamentsvalget i Grønland 2025 blev afholdt 11. marts 2025, hvor de 31 medlemmer af Inatsisartut (Grønlands parlament) blev valgt. Der var opstillet seks partier til valget. I valgkampen spillede både forholdet til Danmark og større grønlandsk selvstændighed samt økonomiske og sociale spørgsmål som rammerne for Grønlands erhvervsliv, boligforhold og indretningen af sundhedsvæsenet en rolle.
Valgets resultat blev et stort nederlag for de to hidtidige regeringspartier Inuit Ataqatigiit og Siumut, der mistede halvdelen af de 22 mandater, de havde inden valget, mens de to store vindere blev oppositionspartierne Demokraterne, der gik fra 3 til 10 mandater, og Naleraq, der fik en fremgang på 4 til 8 mandater.

## Valgdato
Valget skulle senest afholdes den 6. april, 4 år efter landstingsvalget i Grønland 2021. Den 4. februar 2025 foreslog formanden for Grønlands regering, Múte B. Egede, at afholde valget 11. marts. Normalt skal der gå mindst 6 uger mellem et valg udskrives og dets afholdelse. Da valgdatoen 11. marts ikke ville overholde den tidsfrist, skulle valgdatoen godkendes i Inatsisartut, som enstemmigt godkendte forslaget samme dag som det blev fremlagt.
Partier, som ikke var repræsenteret i Grønlands parlament, skulle indsamle 856 vælgererklæringer for at blive opstillingsberettigede, og kandidater uden for partierne skulle have 40 underskrifter fra stillere for at stille op. Sidste frist for at anmelde partier var 11. februar 2025, og kandidater skulle anmeldes senest 18. februar. Partiet Qulleq, der blev stiftet i 2023 og ikke tidligere havde stillet op til noget valg, blev erklæret opstillingsberettiget 13. februar efter at have fået godkendt sine vælgererklæringer.

## Baggrund
I valgperioden 2021-2025 var Múte Bourup Egede, leder af Inatsisartuts største parti Inuit Ataqatigiit (IA), Grønlands regeringschef, først i 2021-2022 i koalition med Naleraq i Regeringen Múte Bourup Egede I, og efterfølgende 2022-2025 i koalition med det næststørste parti Siumut i Regeringen Múte Bourup Egede II. Denne regering havde over to tredjedeles flertal i det afgående Inatsisartut. Valget kom, efter at Grønland var blevet centrum i en udenrigspolitisk krise mellem Kongeriget Danmark og USA som følge af den amerikanske præsident Donald Trumps udtalte ønske om at erhverve Grønland. Den store udenlandske, ikke mindst amerikanske, opmærksomhed på øen medførte også, at det afgående Inatsisartut umiddelbart inden valgets udskrivelse vedtog et lovforslag, der forbød både udenlandske og anonyme donationer.

## Temaer i valgkampen
De grønlandske partier kan traditionelt placeres langs to forskellige akser: en traditionel venstre-højre-akse i økonomiske og sociale spørgsmål samt en anden akse, der afspejler partiernes forhold til Rigsfællesskabet og spørgsmålet om grønlandsk selvstændighed.
Blandt andet som følge af den amerikanske opmærksomhed på Grønland var spørgsmålet om større grønlandsk selvstændighed og forholdet til Danmark et af de vigtige temaer i valgkampen. Bortset fra partiet Atassut gik alle partierne ved valget ind for selvstændighed fra Danmark på et tidspunkt, selvom de havde forskelligt syn på, hvor hurtigt processen henimod selvstændighed skal foregå. Partiet Naleraq og det nyopstillede Qulleq gik ind for hurtig selvstændighed, mens de to regeringspartier IA og Siumut samt oppositionspartiet Demokraterne stod for en mere pragmatisk linje.
Andre temaer i valgkampen var en ændring af rammerne for det grønlandske erhvervsliv for at styrke landets økonomi. Grønlands forhold til de internationale klimaaftaler, problemer i sundhedsvæsenet og sociale problemer med høje huspriser og flere hjemløse spillede også en rolle.
I økonomiske og sociale spørgsmål har Grønland traditionelt været overvejende venstreorienteret. Af de fem partier i det afgående Inatsisartut blev kun de to små partier Demokraterne, der har en samarbejdsaftale med Liberal Alliance, og Atassut, der betegnes som borgerligt-liberalistisk og er søsterparti til Venstre, placeret til højre for midten. Det historisk set dominerende Siumut er et søsterparti til det danske Socialdemokrati, mens Inuit Ataqatigiit ligger til venstre for Siumut i den økonomiske politik. IA ønsker således en mere progressiv beskatning og betegnes som søsterparti til Socialistisk Folkeparti. Vælgermæssigt har Siumut generelt været partiet for fiskerne, mens IA og Demokraatit har en mere akademisk vælgerbase.

## Valgsystem
De 31 medlemmer af Inatsisartut blev valgt ved et proportionelt valgsystem og fordelt efter d'Hondts metode. Der er ikke nogen opdeling i valgkredse. Alle personer med dansk statsborgerskab, der er fyldt 18 år og har haft fast bopæl i Grønland de sidste seks måneder, havde stemmeret. Grønlændere, der opholder sig midlertidigt i Danmark eller andre lande, kunne også stemme, eksempelvis de omkring 500 grønlandske studerende i Danmark og beboerne på det grønlandske patienthjem i København.

## Resultat
Valget blev et stort nederlag for den siddende regering, hvor Inuit Ataqatigiit gik fra 12 til 7 mandater, og Siumut mistede 6 af sine hidtidige 10 pladser og altså kun fik valgt 4 ind. Valgets største sejrherre blev Demokraterne, der gik fra 3 til 10 pladser og dermed for første gang nogensinde blev det største parti. Også Naleraq gik kraftigt frem og fordoblede sit mandattal fra 4 til 8. Atassut beholdt sine to pladser, mens det nyopstillede Qulleq ikke vandt nogen pladser.
Siumuts partileder Erik Jensen trak sig dagen efter valget som partiformand og blev afløst af partiets hidtidige næstformand Vivian Motzfeldt.
| Parti                            | Parti                            | Stemmer | %      | +/–    | Mandater | +/– |
| -------------------------------- | -------------------------------- | ------- | ------ | ------ | -------- | --- |
|                                  | Demokraterne                     | 8.563   | 30,26  | +21.01 | 10       | +7  |
|                                  | Naleraq                          | 7.009   | 24,77  | +12.51 | 8        | +4  |
|                                  | Inuit Ataqatigiit                | 6.119   | 21,62  | –15.82 | 7        | –5  |
|                                  | Siumut                           | 4.210   | 14,88  | –15.22 | 4        | –6  |
|                                  | Atassut                          | 2.092   | 7,39   | +0.31  | 2        | 0   |
|                                  | Qulleq                           | 305     | 1,08   | Ny     | 0        | Ny  |
| I alt                            | I alt                            | 28.298  | 100,00 | –      | 31       | 0   |
|                                  |                                  |         |        |        |          |     |
| Gyldige stemmer                  | Gyldige stemmer                  | 28.298  | 98,87  |        |          |     |
| Ugyldige/blanke stemmer          | Ugyldige/blanke stemmer          | 322     | 1,13   |        |          |     |
| Stemmer i alt                    | Stemmer i alt                    | 28.620  | 100,00 |        |          |     |
| Stemmeberettigede/valgdeltagelse | Stemmeberettigede/valgdeltagelse | 40.369  | 70,90  | +4.98  |          |     |
| Kilde: Valg.gl                   |                                  |         |        |        |          |     |

De kandidater som fik flest stemmer var: Jens Frederik Nielsen (D) 4.850, Múte Bourup Egede (IA) 3.276, Aki-Matilda Høegh-Dam (N) 2.954, Pele Broberg (N) 1.254, Aqqalu C. Jerimiassen (A) 1.083, Anna Wangenheim (D) 1.079.

### De valgte medlemmer af Inatsisartut
De 31 valgte medlemmer af Inatsisartut blev:
| Person                     | Parti             | Stemmer |
| -------------------------- | ----------------- | ------- |
| Aqqalu C. Jerimiassen      | Atassut           | 1.083   |
| Bentiaraq Ottosen          | Atassut           | 281     |
| Margrethe Thaarup Andersen | Demokraterne      | 120     |
| Per Berthelsen             | Demokraterne      | 181     |
| Minik Serano Frederiksen   | Demokraterne      | 77      |
| Justus Hansen              | Demokraterne      | 134     |
| Simigaq Heilmann           | Demokraterne      | 70      |
| Jens Frederik Nielsen      | Demokraterne      | 4.850   |
| Nivi Olsen                 | Demokraterne      | 453     |
| Pipaluk Olsen              | Demokraterne      | 246     |
| Jørgen Rosbach             | Demokraterne      | 354     |
| Anna Wangenheim            | Demokraterne      | 1.079   |
| Aqqaluaq Biilmann Egede    | Inuit Ataqatigiit | 357     |
| Múte Bourup Egede          | Inuit Ataqatigiit | 3.276   |
| Mariane Paviasen Jensen    | Inuit Ataqatigiit | 268     |
| Mimi Karlsen               | Inuit Ataqatigiit | 80      |
| Pipaluk Lynge              | Inuit Ataqatigiit | 83      |
| Naaja H. Nathanielsen      | Inuit Ataqatigiit | 428     |
| Nivi Rosing                | Inuit Ataqatigiit | 144     |
| Mette Arqe-Hammeken        | Naleraq           | 120     |
| Pele Broberg               | Naleraq           | 1.254   |
| Hans Enoksen               | Naleraq           | 312     |
| Kuno Fencker               | Naleraq           | 212     |
| Aki-Matilda Høegh-Dam      | Naleraq           | 2.954   |
| Gerth Mikaelsen            | Naleraq           | 95      |
| Jens NapãtôK'              | Naleraq           | 476     |
| Qupanuk Olsen              | Naleraq           | 202     |
| Erik Jensen                | Siumut            | 645     |
| Kim Kielsen                | Siumut            | 612     |
| Vivian Motzfeldt           | Siumut            | 247     |
| Lars Poulsen               | Siumut            | 259     |